# Atletismo nos Jogos Pan-Americanos de 1995 - Maratona feminina
A prova da maratona feminina nos Jogos Pan-Americanos de 1995 foi realizada em 25 de março.

## Medalhistas
| Ouro                              | Prata                              | Bronze                  |
| María Trujillo USA Estados Unidos | Jennifer Martin USA Estados Unidos | Emma Cabrera MEX México |

### Final
| Posição           | Nome                 | Nacionalidade      | Tempo   | Notas |
| ----------------- | -------------------- | ------------------ | ------- | ----- |
| Medalha de ouro   | María Trujillo       | USA Estados Unidos | 2:43:56 |       |
| Medalha de prata  | Jennifer Martin      | USA Estados Unidos | 2:44:10 |       |
| Medalha de bronze | Emma Cabrera         | MEX México         | 2:46:36 |       |
| 4                 | Sergia Martínez      | CUB Cuba           | 2:47:21 |       |
| 5                 | Maribel Durruty      | CUB Cuba           | 2:50:25 |       |
| 6                 | Lucía Rendón         | USA Estados Unidos | 2:55:18 |       |
| 7                 | María Teresa Aguerre | MEX México         | 2:57:03 |       |
| 8                 | Nélida Olivet        | ARG Argentina      | 2:58:17 |       |